# Едно дете в повече
„Едно дете в повече“ е български 7-сериен телевизионен игрален филм от 2003 година.

## Актьорски състав
- Катерина Евро - Благородна Пеева
- Вихър Стойчев - гинеколога
- Мария Каварджикова - Донка, майката на Калина
- Иван Григоров - фотографа
- Любен Чаталов - бащата на Калина
- Николай Сотиров - Милен Дулев
- Стефан Мавродиев - чичо Кузман
- Ириней Константинов - доцент Костов
- Асен Блатечки - Явор Леков
- Иван Иванов - босът
- Надя Конакчиева - Калина
- Николай Хаджиминев - Златния
- Теодора Стефанова - Теодора Стефанова
- Стефан Илиев
- Даниела Герова
- Цветан Ватев
- Ивайло Герасков - о.з. полк. Стефан Райчев, баща на Явор